# XIII du Président
Un XIII du Président  est une sélection informelle de joueurs de rugby à XIII,  jouant  dans le même championnat national, ce championnat étant organisé par une fédération d'où le terme de « Président  » qui fait référence au Président de la fédération concernée.
Il s'agit généralement d'une équipe temporaire, destinée à profiter, par exemple, de la venue d'une grande équipe en tournée ou simplement pour jouer contre de grands clubs ou sélections présentes sur le même territoire.
Mises souvent au second plan, les confrontations avec les XIII du Président sont néanmoins l'opportunité d'évaluer le réservoir de joueurs d'une nation ou d'un territoire, ou d'un championnat car il n'est pas nécessaire d'avoir la nationalité du pays pour jouer dans un XIII du Président.

## XIII du Président dans les pays anglophones
Les XIII du Président accueillent souvent les nations ou les sélections les plus prestigieuses. C'est le cas avec la Papouasie-Nouvelle-Guinée et des Fidji qui opposent une sélection de ce type à la Grande-Bretagne lors de sa tournée aux antipodes en 1996. Le XIII du président papou rencontre la Grande-Bretagne le 25 septembre de cette année à Mount Hagan et est battu 8-34. Celui des Fidji est également battu quelques semaines après par la même Grande-Bretagne sur le score de 16-42. Mais ces deux rencontres mettent en exergue deux joueurs : Elias Kamakic et Eparama Navale (élus respectivement hommes du match par le magazine britannique League Express).
Parfois, il s'agit de donner du temps de jeu aux équipes émergentes; le pays de Galles propose ainsi un XIII du Président face au Liban en 2006.

## XIII du Président dans les pays francophones
Le nombre de nations francophones pratiquant le rugby à XIII étant relativement réduit, peu de pays peuvent avoir l'opportunité et les moyens de mettre en place une telle sélection.
La France, semble, en 2018, la nation francophone qui a été la plus constante dans l'organisation de matchs avec des XIII du Président. Elle a effet organisé quatre fois ce type de rencontre entre 1985 et 1994. 
Ces sélections ont en effet rencontré régulièrement des équipes en tournée dans l'hexagone. Ainsi le 27 novembre 1990 à Corbeil, un XIII du Président rencontre l'équipe d'Australie : les Kangourous battent les locaux sur le score de 46 à 18.
Toutefois, les grandes nations effectuent de moins en moins de tournées en France, les XIII du Président voient leurs confrontations changer de nature ; ainsi en 2019, un XIII du Président est constitué pour défier l'unique équipe française présente alors  en Super League : les Dragons catalans le vendredi 18 janvier 2019 ; cette sélection ne comporte alors qu'un seul joueur étranger : Bernard Grégorius. Le XIII du Président perd la rencontre 14-38 avec des essais inscrits par Bastien Escamilla, Jordan Flovie et Bernard Gregorius ajoutés à une transformation de Joan Guasch.
Au mois de mars 2021, on fait de nouveau appel à un XIII du Président.
En effet, le vendredi 6 mars 2021, une sélection de vingt-et-un joueurs du Championnat de France affronte en match de préparation les Dragons Catalans avant leur entrée en lice en Super League. Dans cette optique, cette sélection appelée « XIII du Président » est réunie sous l'autorité du sélectionneur de l'équipe de France Laurent Frayssinous et de ses adjoints Maxime Grésèque (entraîneur de Limoux), Frédérique Camel (entraîneur de Carcassonne) et Sébastien Raguin (entraîneur de Toulouse élite). Les joueurs sélectionnés sont issus de neuf des dix clubs du Championnat. Cinq forfaits (Valentin Ferret, Stanislas Robin, Romain Puso, Saloty Mendy et Romain Pourret) avant la rencontre interviennent pour blessures, ils sont ainsi remplacés par l'intégration de Jayson Goffin, Ugo Perez, Tristan Dupuy et François Dorce-Hanz et portent le nombre de sélectionnés de 22 à 21.